# Tàu điện ngầm Gwangju tuyến 1
Tàu điện ngầm Gwangju tuyến 1 là tuyến vận chuyển nhanh ở Gwangju, Hàn Quốc, quản lý bởi Tổng công ty đường sắt cao tốc đô thị Gwangju (GRTC, hoặc Gwangju Metro). Nó nối Ga Nokdong ở Dong-gu tại ga cuối phía Đông đến Ga Pyeongdong ở Gwangsan-gu ở phía Tây, đi qua trung tâm quân doanh nghiệp và Sân bay Gwangju. Trên bản đồ, nó được thiết kế có màu xanh đậm (●).
Tuyến bắt đầu vận hành vào 2004, Gwangju là thành phố thứ 5 ở Hàn Quốc có hệ thống vận chuyển nhanh.

## Lịch sử
- 28 tháng 8 năm 1996: Lễ động thổ cho Tuyến 1
- 28 tháng 4 năm 2004: Mở cửa một phần Tuyến 1 (Nokdong ↔ Sangmu)
- 11 tháng 4 năm 2008: Mở cửa toàn bộ Tuyến 1 (Nokdong ↔ Pyeongdong)

## Bản đồ tuyến
|  |  |  |

|  |  |  |

|  |  |  |

|  |

|  |

|  |

|  |

|  |

|  |

|  |

|  |

|  |

|  |

|  |

|  |

|  |

|  |

|  |

|  |

|  |

|  |

|  |  |  |

|  |  |  |

|  |  |  |

|  |  |  |

|  |  |  |

|  |  |  |

|  |

|  |

|  |

|  |

|  |  |  |

|  |  |  |

|  |  |  |

|  |

|  |

|  |

|  |

|  |

|  |

|  |

|  |

|  |

|  |

|  |

|  |

|  |

|  |

|  |

|  |

|  |

|  |

|  |  |  |

|  |  |  |

|  |  |  |

|  |  |  |

|  |  |  |

|  |  |  |

|  |

|  |

|  |

|  |

## Ga
| Số ga | Tên ga                                  | Tên ga                  | Tên ga                  | Chuyển tuyến                                                       | Khoảng cách | Tổng khoảng cách | Vị trí  | Vị trí      |
| Số ga | Tiếng Anh                               | Hangul                  | Hanja                   | Chuyển tuyến                                                       | Khoảng cách | Tổng khoảng cách | Vị trí  | Vị trí      |
| ----- | --------------------------------------- | ----------------------- | ----------------------- | ------------------------------------------------------------------ | ----------- | ---------------- | ------- | ----------- |
| 100   | Nokdong                                 | 녹동                    | 鹿洞                    |                                                                    | ---         | 0.0              | Gwangju | Dong-gu     |
| 101   | Sotae                                   | 소태                    | 所台                    |                                                                    | 1.9         | 1.9              | Gwangju | Dong-gu     |
| 102   | Hakdong·Jeungsimsa                      | 학동·증심사입구         | 鶴洞·證心寺入口         |                                                                    | 1.1         | 3.0              | Gwangju | Dong-gu     |
| 103   | Namgwangju                              | 남광주                  | 南光州                  |                                                                    | 0.9         | 3.9              | Gwangju | Dong-gu     |
| 104   | Phức hợp văn hóa (Văn phòng tỉnh cũ)    | 문화전당 (구도청)       | 文化殿堂 (舊道廳)       |                                                                    | 0.9         | 4.8              | Gwangju | Dong-gu     |
| 105   | Geumnamno 4(sa)-ga                      | 금남로4가               | 錦南路4街               |                                                                    | 0.7         | 5.5              | Gwangju | Dong-gu     |
| 106   | Geumnamno 5(o)-ga                       | 금남로5가               | 錦南路5街               |                                                                    | 0.6         | 6.1              | Gwangju | Buk-gu      |
| 107   | Chợ Yangdong                            | 양동시장                | 良洞市場                |                                                                    | 1.0         | 7.1              | Gwangju | Seo-gu      |
| 108   | Dolgogae                                | 돌고개                  | 돌고개                  |                                                                    | 0.6         | 7.7              | Gwangju | Seo-gu      |
| 109   | Nongseong                               | 농성                    | 農城                    |                                                                    | 1.2         | 8.9              | Gwangju | Seo-gu      |
| 110   | Hwajeong                                | 화정                    | 花亭                    |                                                                    | 0.7         | 9.6              | Gwangju | Seo-gu      |
| 111   | Ssangchon                               | 쌍촌                    | 雙村                    |                                                                    | 0.6         | 10.2             | Gwangju | Seo-gu      |
| 112   | Uncheon                                 | 운천                    | 雲泉                    |                                                                    | 0.9         | 11.1             | Gwangju | Seo-gu      |
| 113   | Sangmu                                  | 상무                    | 尙武                    |                                                                    | 1.1         | 12.2             | Gwangju | Seo-gu      |
| 114   | Trung tâm Hội nghị Kim Daejung (Mareuk) | 김대중컨벤션센터 (마륵) | 김대중컨벤션센터 (마륵) |                                                                    | 0.7         | 12.9             | Gwangju | Seo-gu      |
| 115   | Sân bay Gwangju                         | 공항                    | 空港                    |                                                                    | 2.9         | 15.8             | Gwangju | Gwangsan-gu |
| 116   | Công viên Songjeong                     | 송정공원                | 松汀公園                |                                                                    | 1.1         | 16.9             | Gwangju | Gwangsan-gu |
| 117   | Gwangju Songjeong                       | 광주송정                | 光州松汀驛              | Tuyến Honam Đường sắt cao tốc Honam Tuyến Gwangju Tuyến Gyeongjeon | 1.1         | 18.0             | Gwangju | Gwangsan-gu |
| 118   | Dosan                                   | 도산                    | 道山                    |                                                                    | 0.7         | 18.7             | Gwangju | Gwangsan-gu |
| 119   | Pyeongdong                              | 평동                    | 平洞                    |                                                                    | 1.9         | 20.5             | Gwangju | Gwangsan-gu |

## Kế hoạch mở rộng Tuyến 1
Chính phủ thành phố Gwangju có kế hoạch mở rộng phía Nam Tuyến 1 từ Hwasun và phía Bắc Naju. Hiện nay, Chủ tịch Ủy ban về phát triển cân bằng quốc gia hứa hẹn bao gồm mở rộng Tuyến 1 theo dự án '5+2 mở rộng khu kinh tế'.

## Liên kết
- (tiếng Anh) Tàu điện ngầm Gwangju, bao gồm chỉ đường và thời gian biểu Lưu trữ ngày 17 tháng 10 năm 2010 tại Wayback Machine